# Jalifa bin Hamad Al Thani
El jeque Jalifa bin Hamad ben Abdulá bin Jassim ben Mohámed Al Thani, خليفة بن حمد آل ثاني (en árabe), (Rayán, 17 de septiembre de 1932-Doha, 23 de octubre de 2016) fue emir de Catar, perteneciente a la dinastía de los Al Thani.

## Biografía
En 1957 Jalifa fue nombrado ministro de Educación; anteriormente, en los años sesenta, fue primer ministro y ministro de Economía y Finanzas. El 22 de febrero de 1972, se convirtió en emir de Catar, sucediendo a su primo Ahmad bin Ali Al Thani.
Reinó durante veintitrés años y cuatro meses hasta que fue depuesto en un golpe de Estado pacífico por su hijo Hamad bin Jalifa Al Thani apoyado por la familia Al Thani, el 27 de junio de 1995.
Falleció en Doha el 23 de octubre de 2016.

## Títulos y tratamientos
Esta tabla aún no está actualizada. Puedes contribuir aportando información sobre títulos y tratamientos de esta persona.

## Ancestros
|  |                                                                                        |  |  |  |  |  |  |  |  |  |  |  |  |  |  |  |
|  | 16. Mohamed bin Thani. 1º Emir de Catar. Fundador de la Dinastía Al Thani              |  |  |  |  |  |  |  |  |  |  |  |  |  |  |  |
|  |                                                                                        |  |  |  |  |  |  |  |  |  |  |  |  |  |  |  |
|  |                                                                                        |  |  |  |  |  |  |  |  |  |  |  |  |  |  |  |
|  | 8. Jassim bin Mohamed Al Thani. 2º Emir de Catar. Fundador del actual Estado de Catar. |  |  |  |  |  |  |  |  |  |  |  |  |  |  |  |
|  |                                                                                        |  |  |  |  |  |  |  |  |  |  |  |  |  |  |  |
|  |                                                                                        |  |  |  |  |  |  |  |  |  |  |  |  |  |  |  |
|  | 4. Abdullah bin Jassim Al Thani. 3º Emir de Catar                                      |  |  |  |  |  |  |  |  |  |  |  |  |  |  |  |
|  |                                                                                        |  |  |  |  |  |  |  |  |  |  |  |  |  |  |  |
|  |                                                                                        |  |  |  |  |  |  |  |  |  |  |  |  |  |  |  |
|  | 2. Hamad bin Abdullah Al Thani                                                         |  |  |  |  |  |  |  |  |  |  |  |  |  |  |  |
|  |                                                                                        |  |  |  |  |  |  |  |  |  |  |  |  |  |  |  |
|  |                                                                                        |  |  |  |  |  |  |  |  |  |  |  |  |  |  |  |
|  | 5. Mariam bint Abdullah Al Attiyah                                                     |  |  |  |  |  |  |  |  |  |  |  |  |  |  |  |
|  |                                                                                        |  |  |  |  |  |  |  |  |  |  |  |  |  |  |  |
|  |                                                                                        |  |  |  |  |  |  |  |  |  |  |  |  |  |  |  |
|  | 1. Jalifa bin Hamad Al Thani 6º Emir de Catar                                          |  |  |  |  |  |  |  |  |  |  |  |  |  |  |  |
|  |                                                                                        |  |  |  |  |  |  |  |  |  |  |  |  |  |  |  |
|  |                                                                                        |  |  |  |  |  |  |  |  |  |  |  |  |  |  |  |
|  | 3. una hermana de Nasser Al Attiyah                                                    |  |  |  |  |  |  |  |  |  |  |  |  |  |  |  |
|  |                                                                                        |  |  |  |  |  |  |  |  |  |  |  |  |  |  |  |
|  |                                                                                        |  |  |  |  |  |  |  |  |  |  |  |  |  |  |  |